# Calcio Leffe 1995-1996
Questa voce raccoglie le informazioni riguardanti il Calcio Leffe nelle competizioni ufficiali della stagione 1995-1996.

## Rosa
| N. |                   | Ruolo | Calciatore           |
| -- | ----------------- | ----- | -------------------- |
|    | Italia (bandiera) |       | Baretti              |
|    | Italia (bandiera) | C     | Sergio Belotti       |
|    | Italia (bandiera) | A     | Paolo Bernardi       |
|    | Italia (bandiera) | D     | Tebaldo Bigliardi    |
|    | Italia (bandiera) | A     | Roberto Bonazzi      |
|    | Italia (bandiera) | P     | Nadir Brocchi        |
|    | Italia (bandiera) | D     | Riccardo Chechi      |
|    | Italia (bandiera) | C     | William Cilli        |
|    | Italia (bandiera) | P     | Silvio Cortinovis    |
|    | Italia (bandiera) | C     | Antonino Cosenza     |
|    | Italia (bandiera) | D     | Danilo Delmonte      |
|    | Italia (bandiera) | D     | Giuseppe Facchinetti |
|    | Italia (bandiera) | C     | Piero Ferraresso     |

| N. |                   | Ruolo | Calciatore               |
| -- | ----------------- | ----- | ------------------------ |
|    | Italia (bandiera) | D     | Claudio Finetti          |
|    | Italia (bandiera) | D     | Gianluca Gibellini       |
|    | Italia (bandiera) | D     | Alberto Gruttadauria     |
|    | Italia (bandiera) | A     | Danilo Guerzoni          |
|    | Italia (bandiera) | D     | Ivanoe Lanzara           |
|    | Italia (bandiera) | A     | Massimiliano Maffioletti |
|    | Italia (bandiera) | C     | Giuseppe Marchesi        |
|    | Italia (bandiera) | C     | Giacomo Mignani          |
|    | Italia (bandiera) | C     | Fabrizio Pezzoli         |
|    | Italia (bandiera) | C     | Emanuel Rovaris          |
|    | Italia (bandiera) | C     | Gian Bortolo Schiavi     |
|    | Italia (bandiera) |       | Luca Turani              |

## Risultati

### Campionato

#### Girone di andata
| 27 agosto 1995 1ª giornata | Carpi | 1 – 1 | Leffe |  |

| 3 settembre 1995 2ª giornata | Leffe | 2 – 1 | Spezia |  |

| 10 settembre 1995 3ª giornata | Leffe | 1 – 1 | Ravenna |  |

| 17 settembre 1995 4ª giornata | Massese | 1 – 0 | Leffe |  |

| 24 settembre 1995 5ª giornata | Leffe | 0 – 3 | Monza |  |

| 1º ottobre 1995 6ª giornata | Fiorenzuola | 2 – 0 | Leffe |  |

| 8 ottobre 1995 7ª giornata | Leffe | 2 – 2 | Brescello |  |

| 15 ottobre 1995 8ª giornata | SPAL | 2 – 0 | Leffe |  |

| 22 ottobre 1995 9ª giornata | Leffe | 2 – 2 | Montevarchi |  |

| 29 ottobre 1995 10ª giornata | Pro Sesto | 0 – 1 | Leffe |  |

| 12 novembre 1995 11ª giornata | Leffe | 2 – 3 | Alessandria |  |

| 19 novembre 1995 12ª giornata | Modena | 2 – 1 | Leffe |  |

| 26 novembre 1995 13ª giornata | Leffe | 1 – 1 | Empoli |  |

| 3 dicembre 1995 14ª giornata | Saronno | 3 – 1 | Leffe |  |

| 10 dicembre 1995 15ª giornata | Leffe | 1 – 3 | Carrarese |  |

| 17 dicembre 1995 16ª giornata | Prato | 1 – 0 | Leffe |  |

| 30 dicembre 1995 17ª giornata | Leffe | 1 – 1 | Como |  |

#### Girone di ritorno
| 7 gennaio 1996 18ª giornata | Leffe | 1 – 2 | Carpi |  |

| 14 gennaio 1996 19ª giornata | Spezia | 0 – 0 | Leffe |  |

| 28 gennaio 1996 20ª giornata | Ravenna | 3 – 1 | Leffe |  |

| 4 febbraio 1996 21ª giornata | Leffe | 2 – 2 | Massese |  |

| 18 febbraio 1996 22ª giornata | Monza | 2 – 0 | Leffe |  |

| 25 febbraio 1996 23ª giornata | Leffe | 0 – 0 | Fiorenzuola |  |

| 3 marzo 1996 24ª giornata | Brescello | 3 – 0 | Leffe |  |

| 10 marzo 1996 25ª giornata | Leffe | 1 – 0 | SPAL |  |

| 24 marzo 1996 26ª giornata | Montevarchi | 1 – 1 | Leffe |  |

| 31 marzo 1996 27ª giornata | Leffe | 0 – 0 | Pro Sesto |  |

| 7 aprile 1996 28ª giornata | Alessandria | 1 – 1 | Leffe |  |

| 14 aprile 1996 29ª giornata | Leffe | 1 – 1 | Modena |  |

| 21 aprile 1996 30ª giornata | Empoli | 2 – 0 | Leffe |  |

| 5 maggio 1996 31ª giornata | Leffe | 1 – 3 | Saronno |  |

| 12 maggio 1996 32ª giornata | Carrarese | 3 – 0 | Leffe |  |

| 19 maggio 1996 33ª giornata | Leffe | 2 – 3 | Prato |  |

| 26 maggio 1996 34ª giornata | Como | 3 – 0 | Leffe |  |